# 賴諾普利
賴諾普利（英語：Lisinopril）是一種血管張力素轉化酶抑制劑（ACE抑制劑）藥物，用於治療高血壓、心臟衰竭和心肌梗塞。它通常用作治療高血壓的一線藥物，也用於預防糖尿病患者的腎功能衰竭問題。賴諾普利透過口服給藥。可能需長達四星期的時間才能完全生效。[7]
常見的副作用包括頭痛、頭暈、疲倦、咳嗽、噁心和皮疹。嚴重的副作用包括有低血壓、肝臟問題、高鉀血症和血管性水腫。不建議婦女在懷孕期間使用，因為可能會對嬰兒有害。賴諾普利透過抑制腎素-血管張力素-醛固酮系統（RAAS）發揮作用。
此藥物於1978年取得美國專利，並於1987年獲得美國批准用於醫療用途。由於藥物專利於2002年到期，市面已有甚多通用名藥物出現。此藥物於2020年是全美第四大最常使用的處方藥，開出的處方籤超過8,800萬張。這種藥品的口服液製劑於2016年7月在美國獲得核准上市。

## 醫療用途
賴諾普利通常用於治療高血壓、鬱血性心臟衰竭（或稱心臟衰竭）、糖尿病腎病，以及急性心肌梗塞後用藥。賴諾普利是ACE抑制劑藥物類別中的一種。賴諾普利經醫學認定適用於治療高血壓，及輔助治療心臟衰竭和急性心肌梗塞。

## 用藥禁忌
有血管性水腫病史（遺傳性或病因不明性）或患有糖尿病且正在服用阿利吉崙（直接腎素抑制劑）的人禁止施用賴諾普利。

## 不良副作用
常見的副作用包括頭痛、頭暈、疲倦、咳嗽、噁心和皮疹。嚴重的副作用包括低血壓、肝臟問題、高血鉀症和血管性水腫。因為它可能會傷害嬰兒，不建議孕婦在懷孕期間內服用。

### 懷孕與哺乳
經由動物和人類而得的數據，已顯示這種ACE抑制劑會導致胚胎傷害和具有致畸性。

## 交互作用

### 牙科護理
如賴諾普利這樣的ACE抑制劑被認為對於接受常規牙科護理的人而言屬於安全，但在口腔頜面外科之前使用賴諾普利則有爭議性，一些牙醫建議在手術當天早上停止服用。人們可能會因懷疑牙齒方面受感染而去牙醫處就診，但口腔周圍的腫脹可能是由於服用賴諾普利而引起的血管性水腫，此會引發急診需求及進行醫療轉診。

## 藥理學
賴諾普利是依那普利的離胺酸類似物，它不是前體藥物（與其他ACE抑制劑不同），不會被肝臟代謝，會以原形經尿液排出。

### 作用機轉
賴諾普利是種ACE抑制劑，表示它可阻斷腎素-血管張力素-醛固酮系統(RAAS) 中血管收縮素I(ACE) 的作用，防止血管收縮素I轉化為血管收縮素II。血管收縮素II是種有效的直接血管收縮劑和醛固酮釋放刺激劑。血管收縮素II量減少後會導致小動脈鬆弛。血管收縮素II量減少後也會減少腎上腺皮質釋放醛固酮，讓腎臟將鈉和水一起排進尿液中，並延長鉀離子停滯留的時間。具體來說，這個過程會因斯塔林力的變化而在腎小管周圍毛細血管中發生。RAAS系統受到抑制後，整體血壓會隨之下降。

### 藥物動力學

#### 吸收
患者口服賴諾普利後，其血清高峰濃度在大約七小時內出現，但急性心肌梗塞患者達到血清濃度高峰的時間有小幅延遲的趨勢。賴諾普利的峰值作用在服用藥物後約4至8小時出現。血清濃度下降展現出一種長期消除期趨勢，不會產生藥物累積，ACE飽和結合期導致其長期消除期的效果，增加劑量並不會延長消除期。賴諾普利不會被人體代謝，所服用的將會完全以原形隨尿液排出。根據檢驗患者尿液的結果，賴諾普利的平均吸收程度約為25%（根據紐約心臟協會功能分類(NYHA) II-IV級心臟衰竭患者的吸收程度降低至16%），患者間差異較大（在所有測試劑量（5至80毫克）下，吸收範圍為6%至60%）。患者腸道中有食物存在時並不會影響對賴諾普利的吸收。
在大鼠身上的研究顯示賴諾普利穿過血腦屏障的能力較差。大鼠多次服用賴諾普利不會在身體組織中累積。

#### 分佈
賴諾普利不與血液中的蛋白質結合。它在NYHA II-IV級心臟衰竭患者體內分佈不佳。

#### 代謝
賴諾普利是ACE抑制劑中唯一具水溶性，且不會受肝臟代謝。

#### 排出
賴諾普利會維持原有型態透過患者尿液排出。賴諾普利的半衰期為12小時，而在患有腎臟問題的人中半衰期會延長。雖然賴諾普利在血漿中半衰期估計為12至13小時，但要完全排除半衰期藥物，約需要30小時。藥效發揮作用的整體時間為24至30小時。

### 化學性質
純賴諾普利粉末為白色或灰白色。易溶於水（於室溫下，約一升水可溶解13克賴諾普利），不易溶於甲醇，幾乎不溶於乙醇。

## 歷史
卡托普利是第一種ACE抑制劑，與源自巴西響尾蛇 (Bothrops jararaca) 毒液中肽的功能和結構類似。依那普利是種卡托普利的衍生物，由默克集團的科學家設計，用於克服卡托普利引起服用者出皮疹和其苦澀味道的問題。:12–13依那普利實際上是種前體藥物，其活性代謝物是依那普利拉。
依那普利的二酸代謝物依那普利拉，及其離胺酸類似物賴諾普利是血管張力素轉化酶的有效抑制劑，兩者均不含巯氫基（sulphydryl groups），且均可透過高壓液相層析法和放射免疫分析法進行測定。在正常儲存條件下，ACE抑制作用可維持穩定，因此得以研究它們在人體中的藥物代謝動力學及藥物效應動力學作用。在兩項關於這些藥物對血壓和自主反應性影響的研究過程中，患者血液被抽取以測量依那普利拉、賴諾普利的ACE活性。
賴諾普利是卡托普利的合成肽衍生物。默克集團的科學家系統性改變依那普利拉的每個結構單元，取代多種胺基酸，在藥物的一端添加離氨酸，所產生的合成物經口服後具有很強的活性和足夠的生物利用度，這種類似物成為賴諾普利，其英文名前兩個字母為Li的原因是由於添加有離胺酸（lysine）成分的緣故。默克集團隨後進行臨床試驗，於1987年獲得批准用於治療高血壓，再於1993年獲得批准用於治療鬱血性心臟衰竭。
因為默克集團當時生產的依那普利的銷售狀況甚佳，而不想放棄這個產品。最終默克集團與捷利康公司簽訂一項協議，由捷利康公司獲得賴諾普利的聯合銷售權，反過來默克集團則取得一種早期醛糖還原酶抑製劑候選藥物（一種潛在的糖尿病治療藥物）的獨家權利。捷利康將賴諾普利冠以"Zestril"的的名稱銷售，銷售成績遠超過默克集團的。該藥成為阿斯特捷利康製藥（由瑞典阿斯特公司（Astra AB）和英國捷利康公司於1999年合併成立）的重磅炸彈產品，在1999年的年銷售額為$12億美元。
賴諾普利在美國的專利已於2002年到期。全球從那時起出現許多通用名藥物，冠以不同名稱上市。賴諾普利也可與利尿劑氫氯噻嗪（成為賴諾普利/氫氯噻嗪）和鈣通道阻滯劑氨氯地平（成為賴諾普利/氨氯地平）製成複方藥物使用。

## 延伸閱讀
- Fogari R, Zoppi A, Corradi L, Lazzari P, Mugellini A, Lusardi P. . Br J Clin Pharmacol. November 1998, 46 (5): 467–71. PMC 1873694 . PMID 9833600. doi:10.1046/j.1365-2125.1998.00811.x.
- Bussien JP, Waeber B, Nussberger J, Gomez HJ, Brunner HR. . Curr Therap Res. 1985, 37: 342–51.